# HeartBeat
『Heart Beat』は、テレビ東京系列で2000年10月4日から12月27日まで毎週水曜日26:25-26:55に放送された30分テレビドラマ。全13話でDVD化もされていて、2話ずつ収録（1巻のみ1話収録）され全7巻だが、特別編を収録した「Heart Beat Special mode」も含めると全8巻となる。一種の青春群像劇的な内容といえる。一応ドラマの最終目的は示されているものの、基本的に一話完結であり、漫画的な描写も多々ある。脚本家と監督とメイン（3人か、誰か1人）の変化などで、各話ごとにさまざまなストーリー、テンポ、テイストで物語が進んでいく。特別編では、竹内愛美のミニドラマに、金田美香による2人へのインタビューが挿入され、収録されている。レンタルビデオ（全5巻）もあるが、流通が少ない模様で探すのは困難で、現在見るには、DVDの購入か有料のネット配信ぐらいしか手段がない。

## ストーリー
家出少女3人がふとしたきっかけで知り合い、共同生活をおくることになる。3人とも全く同じ聞くことのできないメディアを持ち、どうやらそこには聞くと幸せになれる「HeartBeat」という音楽が入っているらしい。

## キャスト
3人以外はクレジットでの役名の表記が無い
- 美咲香織：奈良沙緒理
- 竹内愛美：金田美香
- 橘渚：平田裕香

- 香織の叔父（6話）：若杉珍念
- ホームレスの一員?（11話）：清水厚（脚本と監督参照）

- タイラー橋本（カメラマン 13話では恐らく横顔で写っていて、特別編ではカメラワークと声のみの出演）：岸豊

- 中田洋介
- 高橋慎二
- 若林菜美子

## テーマ曲
- オープニングテーマ「BLEEDS」JESSICA
- エンディングテーマ「ウミデシタコト」JESSICA（少なくともネット配信では、1話のみ無し）

## スタッフ
1話はEDがないため（少なくともネット配信では）、脚本と監督以外不明。特別編は、カメラ回しを兼ねてインタビューする「タイラー橋本」役として「岸豊」が参加していること以外は、テロップがないため不明である。
- 製作著作：円谷映像
- 企画制作：MEDIX-BRAIN
- 脚本：岡野勇気（1、2、11、12）、キム・テグワン（3、8、13）、新間章正（4、5）、林民夫（6、7、10）、清水厚（9）
- 監督：キム・テグワン（1、4、5、10、13）、清水厚（2、3、8、9）、広田幹夫（6、7）、小貫英樹（11、12）
- エグゼクティブ・プロデューサー：金山昇一
- チーフ・プロデューサー：淵上幸一郎
- プロデューサー：椿淳、キム・テグワン、太田裕輝、藤井恭
- AP：岩原直人
- 撮影：千賀誉（ - 5）、永田貴樹（6 - ）
- 照明：杉山太加男（ - 9）、海沼修悦（10 - ）
- 美術：大給乗征
- VE：鈴木孝則（ - 10）、阿部大輔（11 - ）
- CA：佐藤裕輝（ - 7）、広瀬達哉（8 - ）
- 助監督：小貫英樹（ - 7。6、7は共同。11、12では監督に）、村田啓一郎（6 - ）
- 制作進行：西千鶴
- スタイリスト：前井麻希
- メイク：太田和寛
- スチル：荒井健
- 編集：山岸宏一
- EED：荒木和紀
- MA：柞山京一（＊読みは「サク」か「ははそ」）
- 楽曲提供：大平剛
- CGアーティスト：木村明彦

## サブタイトル
大文字小文字やピリオドなどは放送表記のままであり、元々統一されていない（日本語部分の空白は改行である）。なお、英語は「heartbeat（鼓動、心拍音）」、「expression（声調、表現）」以外は音楽用語であり、結果13個全てが音に関わるものとなっている。なお、「resonator」は「reasonator」とスペルが間違って表記されているショッピングサイトもしばしば見受けられる。
- track1 "unison" 見知らぬ三人の少女が 同じ旋律を歌い始める
- TRACK2 "Solo" 誰にも届かない、たった一つの歌声
- TRACK3 "a resonator" 共鳴できる歌は、いったいどこにあるのだろう
- track4 "Duet" 鎖のような愛が二人を結ぶ
- track5 "Canon" 追いかけても捜しても決して見つからないもの
- Track6 Polyphony 三つの音がカオスを生み出す
- Track7 Minor 堕ちゆく先に愛は見えるか
- track .8 "expression" ルーズソックスよ何故クシャミをしない
- track .9 "fugue" 雲の羽音は誰にも聞こえない
- track .10 "divertimento" 危険を運ぶ少女のための嬉遊曲
- track .11 "ballade" 薄くなるのは追慕ばかりではない
- track .12 "bolero" 許しがたき戦いのラブソング
- track .13 "heartbeat" 20世紀の終わりに あなたを忘れないため私は愛のキスをする